# Microregione di Mantena
Mantena è una microregione del Minas Gerais in Brasile, appartenente alla mesoregione di Vale do Rio Doce.

## Comuni
È suddivisa in 7 comuni:
- Central de Minas
- Itabirinha
- Mantena
- Mendes Pimentel
- Nova Belém
- São Félix de Minas
- São João do Manteninha